# Поцца-ді-Фасса
Поцца-ді-Фасса (італ. Pozza di Fassa) — муніципалітет в Італії, у регіоні Трентіно-Альто-Адідже,  провінція Тренто.
Поцца-ді-Фасса розташована на відстані близько 510 км на північ від Рима, 60 км на північний схід від Тренто.
Населення — 2255 осіб (2014).
Щорічний фестиваль відбувається 6 грудня. Покровитель — святий Миколай.

## Демографія
Населення за роками:

Станом на 31 грудня 2014 року в муніципалітеті офіційно проживало 137 іноземців з 24 країн, серед них 79 громадян країн Євросоюзу та 7 громадян України.

## Сусідні муніципалітети
- Канацеї
- Маццин
- Моена
- Нова-Леванте
- Рокка-П'єторе
- Сорага
- Тірес
- Віго-ді-Фасса